# Psychotria crassipedunculata
Psychotria crassipedunculata là một loài thực vật có hoa trong họ Thiến thảo. Loài này được Sohmer miêu tả khoa học đầu tiên năm 1988.